# Fußballklub 03 Pirmasens 1976-1977
Questa voce raccoglie le informazioni riguardanti il Fußballklub 03 Pirmasens nelle competizioni ufficiali della stagione 1976-1977.

## Stagione
Nella stagione 1976-1977 il Pirmasens, allenato da Bernd Hoss e István Sztáni, concluse il campionato di 2. Bundesliga al 18º posto. In Coppa di Germania il Pirmasens fu eliminato al terzo turno dall'Arminia Bielefeld.

## Rosa
| N. |                     | Ruolo | Calciatore            |
| -- | ------------------- | ----- | --------------------- |
|    | Germania (bandiera) | P     | Paul Hornung          |
|    | Germania (bandiera) | P     | Klaus Pudelko         |
|    | Germania (bandiera) | D     | Hans-Jürgen Arnswald  |
|    | Germania (bandiera) | D     | Peter Bernhardt       |
|    | Germania (bandiera) | D     | Volker Faul           |
|    | Germania (bandiera) | D     | Gerd Geiersbach       |
|    | Germania (bandiera) | D     | Guntram Gentes        |
|    | Germania (bandiera) | D     | Karl-Heinz Jörg       |
|    | Germania (bandiera) | D     | Robert Keller         |
|    | Germania (bandiera) | D     | Hermann Kohlenbrenner |
|    | Germania (bandiera) | D     | Willi Schuster        |
|    | Germania (bandiera) | D     | Werner Tretter        |
|    | Germania (bandiera) | C     | Hans-Dieter Braun     |

| N. |                        | Ruolo | Calciatore          |
| -- | ---------------------- | ----- | ------------------- |
|    | Serbia (bandiera)      | C     | Ratko Cvijanovic    |
|    | Serbia (bandiera)      | C     | Branislav Krstić    |
|    | Germania (bandiera)    | C     | Johannes Mainka     |
|    | Germania (bandiera)    | C     | Walter Scherer      |
|    | Germania (bandiera)    | C     | Günter Schlick      |
|    | Paesi Bassi (bandiera) | C     | Gerard Schoonewille |
|    | Germania (bandiera)    | C     | Reinhard Ziegler    |
|    | Germania (bandiera)    | A     | Michael Koberstein  |
|    | Germania (bandiera)    | A     | Josef Müller        |
|    | Germania (bandiera)    | A     | Heinz Rudloff       |
|    | Germania (bandiera)    | A     | Dieter Wagner       |
|    | Germania (bandiera)    | A     | Hans Weber          |
|    | Germania (bandiera)    | A     | Dieter Weinkauff    |

## Organigramma societario
Area tecnica
- Allenatore: István Sztáni
- Allenatore in seconda:
- Preparatore dei portieri:
- Preparatori atletici:

## Calciomercato

### Sessione estiva
| Acquisti | Acquisti            | Acquisti                | Acquisti |
| R.       | Nome                | da                      | Modalità |
| -------- | ------------------- | ----------------------- | -------- |
| C        | Gerard Schoonewille | Eintracht Bad Kreuznach |          |

| Cessioni | Cessioni       | Cessioni          | Cessioni |
| R.       | Nome           | a                 | Modalità |
| -------- | -------------- | ----------------- | -------- |
| A        | Georg Beichle  | Augusta           |          |
| A        | Harry Erhart   | Arminia Bielefeld |          |
| D        | Robert Jung    | FK Clausen        |          |
| A        | Günther Michl  | Bayern Hof        |          |
| C        | Torben Nielsen | IF Saab           |          |
| A        | Alfred Seiler  | Preußen Münster   |          |

### Sessione invernale
| Acquisti | Acquisti         | Acquisti         | Acquisti |
| R.       | Nome             | da               | Modalità |
| -------- | ---------------- | ---------------- | -------- |
| C        | Branislav Krstić | Norimberga       |          |
| A        | Heinz Rudloff    | Waldhof Mannheim |          |
| C        | Reinhard Ziegler | Homburg          |          |

| Cessioni | Cessioni | Cessioni | Cessioni |
| R.       | Nome     | a        | Modalità |
| -------- | -------- | -------- | -------- |

## Risultati

### 2. Bundesliga

#### Girone di andata
| Arbitro: | Karr |

|  |           |           |
|  | Marcatori | 57’ Böhni |

| Arbitro: | Schröder |

|                          |           |  |
| Hoffmann 27’ Höbusch 53’ | Marcatori |  |

| Arbitro: | Dreher |

|  |           |                                   |
|  | Marcatori | 46’, 60’ Hoeneß 68’, 72’ Hitzfeld |

| Arbitro: | Huster |

|                                      |           |               |
| Diener 32’, 33’, 46’ Ehrmantraut 64’ | Marcatori | 79’ Weinkauff |

| Arbitro: | Linn |

|  |           |            |
|  | Marcatori | 46’ Schauß |

| Arbitro: | Joos |

|  |           |                          |
|  | Marcatori | 63’ Cvijanovic 68’ Weber |

| Pirmasens 11 settembre 1976 7ª giornata | Pirmasens | 0 – 0 referto | Bayern Hof | Städtisches Stadion (3 000 spett.)\| Arbitro: \| Binninger \| |
| Arbitro:                                | Binninger |               |            |                                                               |

| Arbitro: | Schumann |

|                                  |           |  |
| Stocker 27’ Sturz 71’ Krstić 77’ | Marcatori |  |

| Arbitro: | Ulm |

|  |           |                        |
|  | Marcatori | 72’ Sterz 85’ Emmerich |

| Arbitro: | Dellwing |

|                                |           |                                 |
| Hofeditz 60’ (rig.) Patzer 65’ | Marcatori | 42’ Weinkauff 90’ Kohlenbrenner |

| Arbitro: | Kalenborn |

|                   |           |                           |
| Hümmer 85’ (aut.) | Marcatori | 16’ Melzl 86’ Schaluschke |

| Arbitro: | Therre |

|                |           |  |
| Bergfelder 56’ | Marcatori |  |

| Arbitro: | Ross |

|                         |           |                              |
| Weinkauff 25’, 69’, 74’ | Marcatori | 37’ (aut.) Keller 50’ Renner |

| Arbitro: | Möckel |

|                        |           |  |
| Hofmann 15’ Weiler 79’ | Marcatori |  |

| Arbitro: | Wilhelmi |

|                                   |           |  |
| Nathmann 64’ Held 68’ Bastrup 77’ | Marcatori |  |

| Pirmasens 20 novembre 1976 16ª giornata | Pirmasens | 0 – 0 referto | Bayreuth | Städtisches Stadion (2 000 spett.)\| Arbitro: \| Aldinger \| |
| Arbitro:                                | Aldinger  |               |          |                                                              |

| Arbitro: | Hellwig |

|                                    |           |                           |
| Unger 48’ (rig.) Popp 78’ Broh 87’ | Marcatori | 21’, 67’ (rig.) Weinkauff |

| Arbitro: | Klauser |

|                              |           |                                   |
| Weinkauff 3’ Wagner 28’, 59’ | Marcatori | 32’ Dörenberg 84’ Wagner 87’ Metz |

| Arbitro: | Rumbucher |

|                              |           |               |
| Rothe 62’ (rig.) Roßband 70’ | Marcatori | 5’ Geiersbach |

#### Girone di ritorno
| Arbitro: | Steigele |

|                                            |           |  |
| Adler 4’ Vogel 20’ Heck 74’, 78’, 89’, 90’ | Marcatori |  |

| Arbitro: | Hellwig |

|  |           |                                        |
|  | Marcatori | 14’ Vöhringer 28’ Hoffmann 47’ Beichle |

| Arbitro: | Kollmann |

|                                                          |           |                  |
| Müller 13’, 57’ Ohlicher 27’, 66’ Hitzfeld 77’, 86’, 88’ | Marcatori | 53’, 83’ Rudloff |

| Arbitro: | Clajus |

|             |           |              |
| Rudloff 81’ | Marcatori | 4’, 47’ Lenz |

| Arbitro: | Huster |

|  |           |           |
|  | Marcatori | 39’ Braun |

| Arbitro: | Walz |

|              |           |                                            |
| Schuster 80’ | Marcatori | 42’ Hartwig 53’, 85’ Falter 67’ Nachreiner |

| Arbitro: | Gaus |

|         |           |  |
| Zapf 9’ | Marcatori |  |

| Arbitro: | Röder |

|               |           |                                      |
| Weinkauff 25’ | Marcatori | 15’ Živaljević 55’ Sturz 74’ Walitza |

| Würzburg 5 marzo 1977 28ª giornata | FV Würzburg 04 | 0 – 0 referto | Pirmasens | Stadion an der Frankfurter Straße (5 000 spett.)\| Arbitro: \| Haselberger \| |
| Arbitro:                           | Haselberger    |               |           |                                                                               |

| Arbitro: | Karr |

|                         |           |                                                         |
| Scherer 14’ Rudloff 79’ | Marcatori | 16’ Ganz 32’ Ziegert 47’ Bliska 53’ Hofeditz 83’ Blacha |

| Arbitro: | Wohlfarth |

|  |           |                                      |
|  | Marcatori | 7’ Müller 33’, 73’ Braun 85’ Rudloff |

| Arbitro: | Luca |

|                                     |           |                  |
| Rudloff 4’, 57’, 84’ Geiersbach 58’ | Marcatori | 81’ (aut.) Braun |

| Arbitro: | Walther |

|                                   |           |                                      |
| Haug 45’ (rig.), 48’ Dollmann 58’ | Marcatori | 35’ Scherer 90’ (rig.) Kohlenbrenner |

| Arbitro: | Frickel |

|             |           |             |
| Scherer 17’ | Marcatori | 31’ Hofmann |

| Arbitro: | Seith |

|                        |           |                             |
| Kohlenbrenner 40’, 53’ | Marcatori | 11’ Rausch 34’ Blechschmidt |

| Arbitro: | Aldinger |

|                         |           |                   |
| Milardovic 60’ Horn 86’ | Marcatori | 90’ (rig.) Müller |

| Arbitro: | Vielsack |

|             |           |           |
| Rudloff 61’ | Marcatori | 73’ Unger |

| Arbitro: | Walther |

|                                                                             |           |                               |
| Müller 32’ (aut.) Cestonaro 47’ Kleppinger 50’ Westenberger 66’ Drexler 79’ | Marcatori | 60’, 90’ Weinkauff 84’ Müller |

| Arbitro: | Möckel |

|                           |           |                                   |
| Weinkauff 65’ Rudloff 73’ | Marcatori | 42’ (aut.) Faul 90’ (aut.) Gentes |

### Coppa di Germania
| Arbitro: | Dellwing |

|                                                       |           |              |
| Cvijanovic 10’, 22’, 73’ Gentes 15’ Mainka 69’ (rig.) | Marcatori | 33’ Möhlmann |

| Arbitro: | Dölfel |

|               |           |                              |
| Groß 58’, 78’ | Marcatori | 1’ Müller 13’, 67’ Weinkauff |

| Arbitro: | Dreher |

|                                                       |           |                                                  |
| Weinkauff 48’ (rig.) Kohlenbrenner 78’ Cvijanovic 90’ | Marcatori | 25’ Schilling 37’, 69’ Erhart 55’ (aut.) Ziegler |

## Statistiche

### Statistiche di squadra
| Competizione      | Punti | In casa | In casa | In casa | In casa | In casa | In casa | In trasferta | In trasferta | In trasferta | In trasferta | In trasferta | In trasferta | Totale | Totale | Totale | Totale | Totale | Totale | DR  |
| Competizione      | Punti | G       | V       | N       | P       | Gf      | Gs      | G            | V            | N            | P            | Gf           | Gs           | G      | V      | N      | P      | Gf     | Gs     | DR  |
| ----------------- | ----- | ------- | ------- | ------- | ------- | ------- | ------- | ------------ | ------------ | ------------ | ------------ | ------------ | ------------ | ------ | ------ | ------ | ------ | ------ | ------ | --- |
| 2. Bundesliga     | 19    | 19      | 2       | 7       | 10      | 22      | 39      | 19           | 3            | 2            | 14           | 21           | 46           | 38     | 5      | 9      | 24     | 43     | 85     | -42 |
| Coppa di Germania | -     | 2       | 1       | 0       | 1       | 8       | 5       | 1            | 1            | 0            | 0            | 3            | 2            | 3      | 2      | 0      | 1      | 11     | 7      | +4  |
| Totale            | 19    | 21      | 3       | 7       | 11      | 30      | 44      | 20           | 4            | 2            | 14           | 24           | 48           | 41     | 7      | 9      | 25     | 54     | 92     | -38 |

### Andamento in campionato
| Giornata  | 1  | 2  | 3  | 4  | 5  | 6  | 7  | 8  | 9  | 10 | 11 | 12 | 13 | 14 | 15 | 16 | 17 | 18 | 19 | 20 | 21 | 22 | 23 | 24 | 25 | 26 | 27 | 28 | 29 | 30 | 31 | 32 | 33 | 34 | 35 | 36 | 37 | 38 |
| --------- | -- | -- | -- | -- | -- | -- | -- | -- | -- | -- | -- | -- | -- | -- | -- | -- | -- | -- | -- | -- | -- | -- | -- | -- | -- | -- | -- | -- | -- | -- | -- | -- | -- | -- | -- | -- | -- | -- |
| Luogo     | C  | T  | C  | T  | C  | T  | C  | T  | C  | T  | C  | T  | C  | T  | T  | C  | T  | C  | T  | T  | C  | T  | C  | T  | C  | T  | C  | T  | C  | T  | C  | T  | C  | C  | T  | C  | T  | C  |
| Risultato | P  | P  | P  | P  | P  | V  | N  | P  | P  | N  | P  | P  | V  | P  | P  | N  | P  | N  | P  | P  | P  | P  | P  | V  | P  | P  | P  | N  | P  | V  | V  | P  | N  | N  | P  | N  | P  | N  |
| Posizione | 15 | 17 | 20 | 20 | 20 | 18 | 18 | 19 | 20 | 19 | 20 | 20 | 18 | 19 | 20 | 20 | 20 | 19 | 20 | 20 | 20 | 20 | 20 | 20 | 20 | 20 | 20 | 20 | 20 | 19 | 18 | 19 | 18 | 19 | 18 | 19 | 19 | 18 |

Legenda:

Luogo: C = Casa; T = Trasferta. Risultato: V = Vittoria; N = Pareggio; P = Sconfitta.

### Statistiche dei giocatori
| Giocatore        | 2. Bundesliga | 2. Bundesliga | 2. Bundesliga | 2. Bundesliga | Coppa di Germania | Coppa di Germania | Coppa di Germania | Coppa di Germania | Totale   | Totale | Totale      | Totale     |
| Giocatore        | Presenze      | Reti          | Ammonizioni   | Espulsioni    | Presenze          | Reti              | Ammonizioni       | Espulsioni        | Presenze | Reti   | Ammonizioni | Espulsioni |
| ---------------- | ------------- | ------------- | ------------- | ------------- | ----------------- | ----------------- | ----------------- | ----------------- | -------- | ------ | ----------- | ---------- |
| H. Arnswald      | 6             | 0             | 0             | 0             | 1                 | 0                 | 0                 | 0                 | 7        | 0      | 0           | 0          |
| P. Bernhardt     | 24            | 0             | 1             | 0             | 2                 | 0                 | 0                 | 0                 | 26       | 0      | 1           | 0          |
| H. Braun         | 19            | 3             | 0             | 0             | 0                 | 0                 | 0                 | 0                 | 19       | 3      | 0           | 0          |
| R. Cvijanovic    | 22            | 1             | 4             | 0             | 3                 | 4                 | 0                 | 0                 | 25       | 5      | 4           | 0          |
| V. Faul          | 34            | 0             | 7             | 0             | 2                 | 0                 | 0                 | 0                 | 36       | 0      | 7           | 0          |
| G. Geiersbach    | 35            | 2             | 4             | 0             | 2                 | 0                 | 0                 | 0                 | 37       | 2      | 4           | 0          |
| G. Gentes        | 29            | 0             | 1             | 0             | 2                 | 1                 | 1                 | 0                 | 31       | 1      | 2           | 0          |
| P. Hornung       | 10            | 0             | 0             | 0             | 0                 | 0                 | 0                 | 0                 | 10       | 0      | 0           | 0          |
| K. Jörg          | 5             | 0             | 0             | 0             | 0                 | 0                 | 0                 | 0                 | 5        | 0      | 0           | 0          |
| R. Keller        | 17            | 0             | 2             | 0             | 1                 | 0                 | 0                 | 0                 | 18       | 0      | 2           | 0          |
| M. Koberstein    | 1             | 0             | 0             | 0             | 0                 | 0                 | 0                 | 0                 | 1        | 0      | 0           | 0          |
| H. Kohlenbrenner | 37            | 4             | 13            | 0             | 3                 | 1                 | 2                 | 0                 | 40       | 5      | 15          | 0          |
| B. Krstić        | 12            | 0             | 1             | 1             | 0                 | 0                 | 0                 | 0                 | 12       | 0      | 1           | 1          |
| J. Mainka        | 6             | 0             | 0             | 0             | 1                 | 1                 | 0                 | 0                 | 7        | 1      | 0           | 0          |
| J. Müller        | 31            | 3             | 3             | 0             | 3                 | 1                 | 0                 | 0                 | 34       | 4      | 3           | 0          |
| K. Pudelko       | 29            | 0             | 0             | 0             | 3                 | 0                 | 0                 | 0                 | 32       | 0      | 0           | 0          |
| H. Rudloff       | 19            | 10            | 2             | 0             | 1                 | 0                 | 0                 | 0                 | 20       | 10     | 2           | 0          |
| W. Scherer       | 21            | 3             | 2             | 0             | 1                 | 0                 | 0                 | 0                 | 22       | 3      | 2           | 0          |
| G. Schlick       | 0             | 0             | 0             | 0             | 0                 | 0                 | 0                 | 0                 | 0        | 0      | 0           | 0          |
| G. Schoonewille  | 7             | 0             | 1             | 0             | 1                 | 0                 | 1                 | 0                 | 8        | 0      | 2           | 0          |
| W. Schuster      | 35            | 1             | 0             | 0             | 3                 | 0                 | 0                 | 0                 | 38       | 1      | 0           | 0          |
| W. Tretter       | 24            | 0             | 0             | 0             | 3                 | 0                 | 0                 | 0                 | 27       | 0      | 0           | 0          |
| D. Wagner        | 7             | 2             | 0             | 0             | 1                 | 0                 | 0                 | 0                 | 8        | 2      | 0           | 0          |
| H. Weber         | 12            | 1             | 0             | 0             | 1                 | 0                 | 0                 | 0                 | 13       | 1      | 0           | 0          |
| D. Weinkauff     | 22            | 12            | 6             | 0             | 2                 | 3                 | 0                 | 0                 | 24       | 15     | 6           | 0          |
| R. Ziegler       | 9             | 0             | 1             | 0             | 1                 | 0                 | 1                 | 0                 | 10       | 0      | 2           | 0          |